# Gimme Shelter (2013)
Gimme Shelter (bra Em Busca de um Lar) é um filme estadunidense de 2013 do gênero drama, escrito e dirigido por Ronald Krauss, baseado numa história real.

## Sinopse
Apple (Vanessa Hudgens) é uma adolescente que, aos 8 anos, teve de abandonar a casa da mãe, prostituta e viciada (Rosario Dawson) para ir em busca de seu pai biológico (Brendan Fraser), mas é rejeitada por ele quando sabe que ela está grávida.

## Elenco
- Vanessa Hudgens como Agnes "Apple" Bailey
- Brendan Fraser como Tom Fitzpatrick
- Ann Dowd como Kathy
- Rosario Dawson como June Bailey
- James Earl Jones como Padre McCarthy
- Stephanie Szostak como Joanna Fitzpatrick
- Candace Smith como Marie Abeanni
- Emily Meade como Cassandra
- Natalie Guerrero como Tina
- Laneya Wiles como Jasmine
- Dascha Polanco como Carmel
- Rachel Mattila como Nicky Lotito
- Gena Bardwell como Afra
- Tashiana R. Washington como Destiny
- Jade Jackson como Tawana
- Shiela Tapia como diretora Sue
- Joseph Ferrante como policial Cole

## Produção
O filme foi gravado em Nova York e em Nova Jersey. As filmagens começaram em 9 de junho de 2011. 
Para se preparar para este filme, o diretor Ron Krauss viveu um ano no Several Sources Shelter fundado por Kathy DiFlore, e conviveu para conhecer mais sobre DiFiore, o abrigo, e as duas meninas em que Apple Bailey se baseou. O filme foi gravado na casa de Kathy DiFiore e no próprio Several Sources Shelter. 
Vanessa Hudgens, para explicar por que a história da Apple a atraiu, disse que "é muito relevante para o que está acontecendo ao nosso redor e eu acho que é fácil para bloqueá-lo porque é desconfortável. É algo que nós não queremos discutir, mas o fato é que isso está acontecendo ao nosso redor. Os jovens estão se tornando sem-teto e não têm para onde ir. Jovens mães que não têm nenhum apoio e nenhum amor e nenhum lugar para chamar de seu ... tanta coisa. Quero dizer, abuso e falta de moradia, tudo está acontecendo ao nosso redor muito mais do que nós estamos permitindo-nos ver. " 
Discuntindo seu papel como a mãe viciada de Apple, June, teve um significado especial para ela, Rosario Dawson disse: "Minha mãe me teve quando ela tinha 17. Eu cresci em Lower East Side, e a taxa de abandono e gravidez na adolescência no meu bairro era muito alta. por sorte, minha mãe teve algum apoio e era um bom modelo. Ela me disse que eu poderia ser qualquer coisa que eu queria ser. Mas nem todo mundo fica um final feliz. algumas pessoas fazem algumas escolhas ruins, e eles nunca, nunca recuperam a partir delas. " 
Brendan Fraser e James Earl Jones doou seus salários para os abrigos da vida real (Several Sources Shelters) retratados no filme. 

## Recepção
No agregador de críticas Rotten Tomatoes, que categoriza as opiniões apenas como positivas ou negativas, o filme tem um índice de aprovação de 29% calculado com base em 77 comentários dos críticos que é seguido do consenso: "Apesar de suas óbvias boas intenções - e da história verdadeira convincente que o inspirou - o pesado Gimme Shelter não consegue superar seu roteiro cheio de clichês." Já no agregador Metacritic, com base em 29 opiniões da imprensa tradicional, o filme tem uma média ponderada de 37 entre 100, com a indicação de "revisões geralmente desfavoráveis".
No site de Roger Ebert, o crítico Sheila O'Malley avaliou o filme com 2 estrelas e meia de 3, dizendo que as "cenas entre Dawson e Hudgens vibram com dor e feiura. O roteiro é muitas vezes óbvio, com todos os sentimentos definidos com total clareza, mas ambas as atrizes ainda conseguem criar uma relação irregular com base em seus caracteres de codependência e traumas comuns. Um dos pontos fortes do filme é um retrato do próprio 'sistema' e o que ele faz para as crianças abusadas, e as camadas de burocracia que deixa difícil trazer mudanças significativas na vida das pessoas."